# Parc national Kidepo Valley
Le parc national Kidepo Valley est un parc national ougandais créé en 1962.

## Localisation
Le parc est situé dans le district de Kaabong, dans une zone très reculée du nord-est de l'Ouganda. Il se trouve à la frontière du Soudan du Sud. La ville d'importance la plus proche est Moroto, à plus de 200 km au sud. La capitale Kampala est à environ 540 km de route.

## Histoire

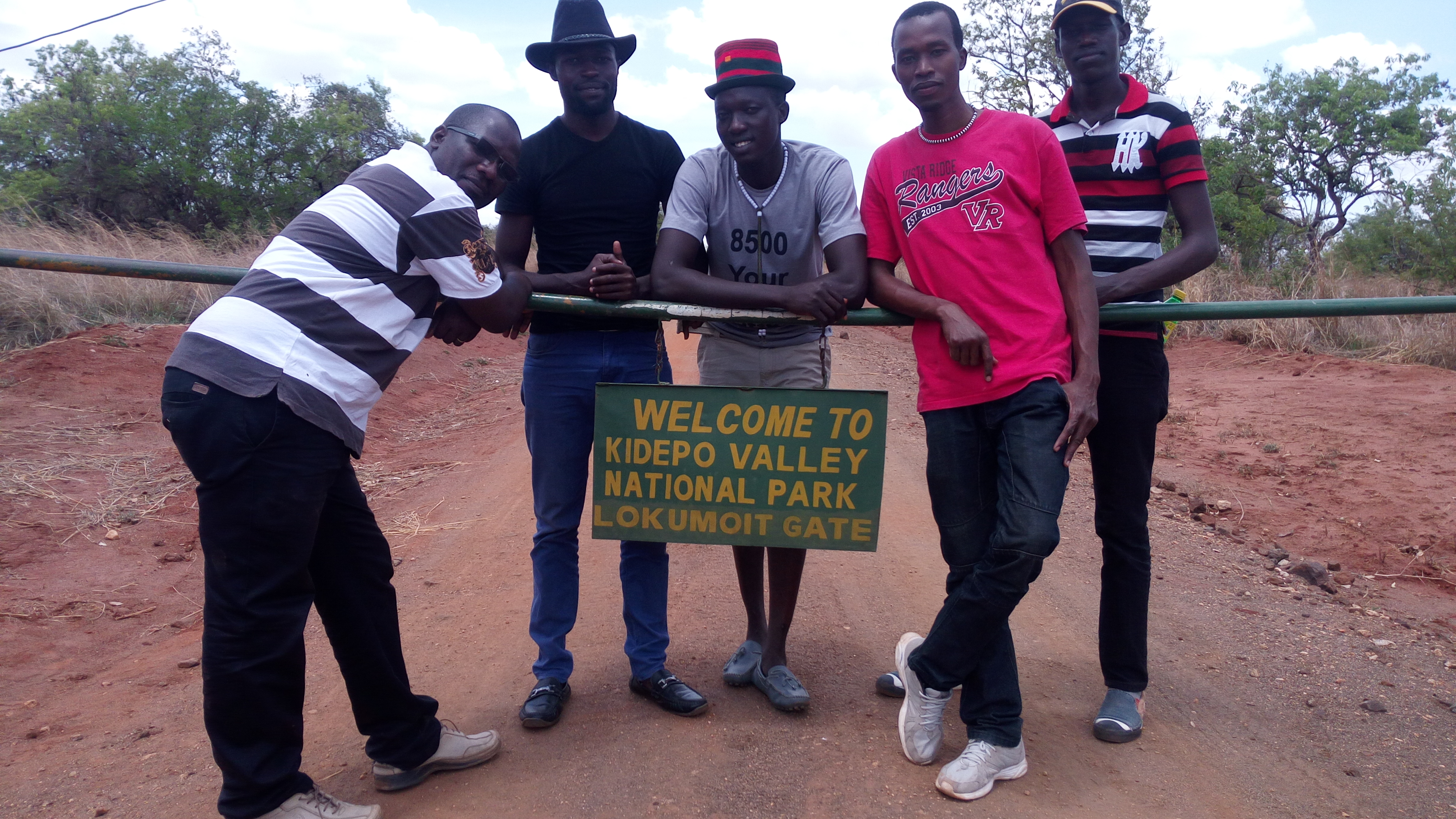
Volontaires du Mercy Corps devant Lokumoit Gate (2017).

Le parc est une ancienne réserve de chasse créée par le Britanniques en 1958, et transformée en parc national en 1962, à l'indépendance du pays. La création du parc s'est faite de manière brutale, notamment par le déplacement de la population d'Iks, une tribu semi-nomade dont la société a été fortement déstructurée par cet événement et les famines qui l'ont suivi,.
La difficulté d'accès au parc et l'insécurité prévalant dans la région (insurrection de la LRA, pillages de bétail et violences entre Karimojong) ont rendu ce parc très difficile (et dangereux) d'accès jusqu'au milieu des années 2000.
Éloigné, mal contrôlé, il a souffert depuis sa création du braconnage, qui a conduit à l'extinction locale de plusieurs espèces comme le Petit koudou, la Gazelle de Grant, l'Oryx beïsa ou la Hyène rayée.

## Géologie, climat et environnement

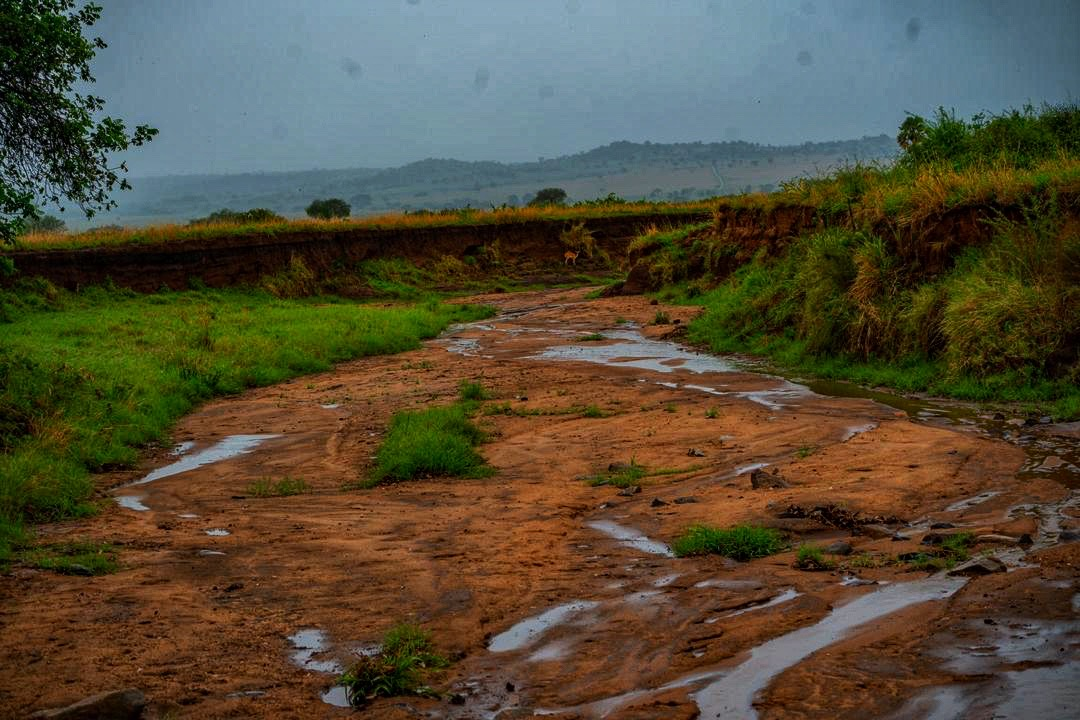
Une rivière asséchée à la fin de la saison sèche (mars 2020).

Le parc est principalement composé de plaines situées à une altitude de 900 à 1 200 m. Le parc est parsemé d'escarpements, de collines et de monts dont le plus haut est le mont Morungole, qui culmine à 2 750 m. Une autre de ses montagnes est le mont Zulia, culminant à 2 149 m. 
Le parc est traversé par les rivières Kidepo et Narus. Ces rivières ne sont pas permanentes et elles rythment la vie dans le parc. Le parc est situé dans la partie nord de la zone de climat tropical de savane. La pluviométrie est faible : entre avril et septembre, il tombe environ 635 mm dans la vallée de la Kidepo et 890 mm dans la vallée de la Narus. Au plus fort de la saison sèche les seules sources d'eau sont des marécages restant dans le lit des rivières asséchées, auprès desquelles la faune se concentre.
Selon l'altitude et la présence d'eau, les biotopes les plus communes sont les plaines de savane, plus ou moins densément arborées d'acacias. Des forêts se trouvent en altitude, sur les pentes des montagnes.

## Faune et flore

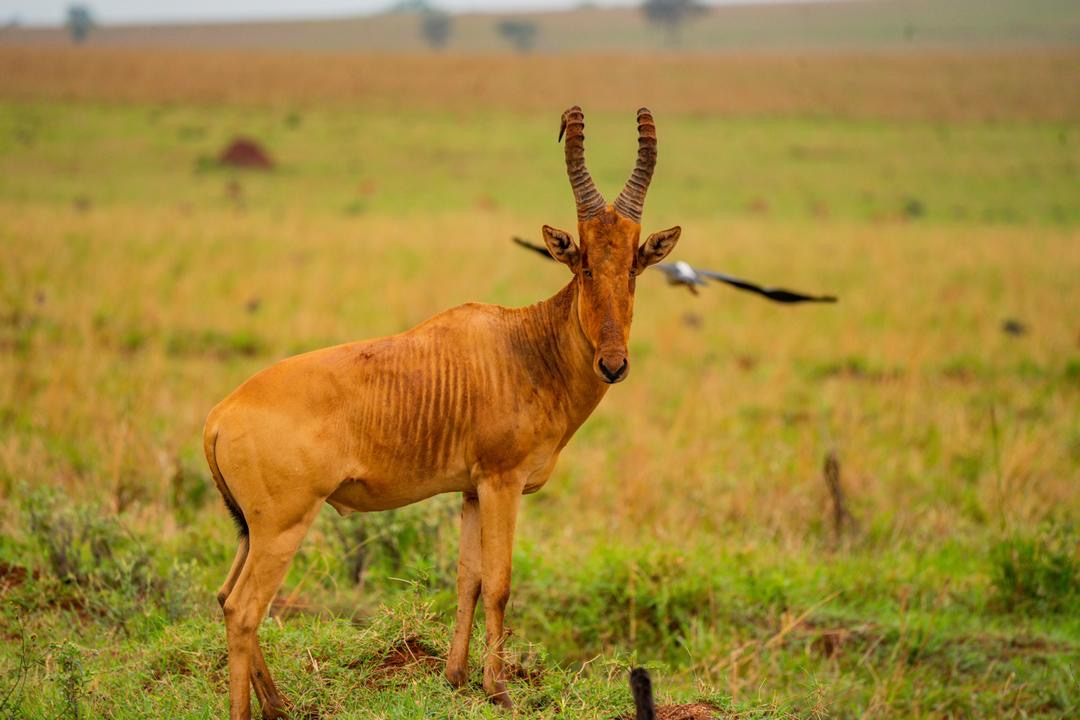
Un bubale roux dans le parc en mars 2020.

En raison de la présence des cours d'eau dans cette zone semi-aride, conjuguée avec les variations d'altitude, le parc accueille une faune abondante, dont de nombreux animaux absents ailleurs en Ouganda. On peut par exemple nommer 4 prédateurs : l'Otocyon, le Guépard, le Caracal et le Protèle. D'autres animaux sont aisément observables : lions, éléphants, zèbres, antilopes diverses, girafes, buffles...
Cinq espèces de primates habitent le parc.
Les oiseaux sont très bien représentés avec 480 espèces recensées, dont certaines rares en Ouganda (Barbican à poitrine noire, Apalis du Karamoja, Pipit doré).

## Référence
1. 1 2  (en) Site Birdlife
2. ↑  (en) David Harmon, Cultural Diversity, Human Subsistence, and the National Park Ideal, vol. The Great New Wilderness Debate, Athens: University of Georgia, 1998, 217–230 p.
3. ↑  (en) Site Uganda Wildlife Authority